# James Lankford
James Lankford, właśc. James Paul Lankford (ur. 4 marca 1968 w Dallas, Teksas) – amerykański polityk, senator ze stanu Oklahoma od roku 2015, członek Partii Republikańskiej.